# آدل هورن
آدل هورن (به لاتین: Adlerhorn) یک کوه در سوئیس است که در کانتون وله واقع شده‌است. آدل هورن ۳٬۹۸۸ متر بالاتر از سطح دریا واقع شده‌است.